# Кортина, Пэт
Паскуалино (Пэт) Кортина (англ. Pasqualino "Pat" Cortina, 4 сентября 1964, Монреаль, Канада) — канадский хоккейный тренер итальянского происхождения.

## Биография
В раннем возрасте начал свою тренерскую карьеру в Италии. В 1992 году начинающий наставник вместе с известным американским специалистом Лу Вайро входил в штаб Дженни Убриако в местной сборной на Зимних Олимпийских играх в Альбервиле. Позднее самостоятельно возглавлял ряд итальянских коллективов и молодежную национальную команду. Был главным тренером сборной Италии и Венгрии. В 2008 году впервые почти за 70 лет он вывел мадьяр в элитный дивизион Чемпионата мира.
В сентября 2012 года, после работы в «Ред Булл» (Мюнхен), Пэт Кортина был назначен на пост наставника сборной Германии. Под его руководством она не смогла пробиться на Олимпийские игры в Сочи и ни разу не выходила в плей-офф на Чемпионатах мира.
После ухода из немецкой сборной тренировал «Швеннингер Уайлд Уингз» и «Гриззлис Вольфсбург».
Несколько лет возглавляет женскую сборную Венгрии, которую он выводил в элитный дивизион Чемпионата мира.

## Достижения
- Чемпион Венгрии (3): 2003/04, 2004/05, 2005/06.
- Обладатель Кубка Германии (1): 2010.
- Победитель Первого дивизиона чемпионата мира по хоккею с шайбой (1): 2008
- Победитель Первого дивизиона чемпионата мира по хоккею с шайбой среди женщин (1): 2019.